# 平経俊
平 経俊（たいら の つねとし）は、平安時代後期の平家一門の武将。平経盛の子で、兄弟に経正、敦盛らがある。官位は従五位下・若狭守。

## 略歴
一ノ谷の戦いにおいて、従兄弟の知盛の指揮の下、生田の森で源氏軍と対戦する。従兄弟の清房、清貞と共に三騎で敵陣に突入し、散々に奮戦した末に戦死した。

## 画像集

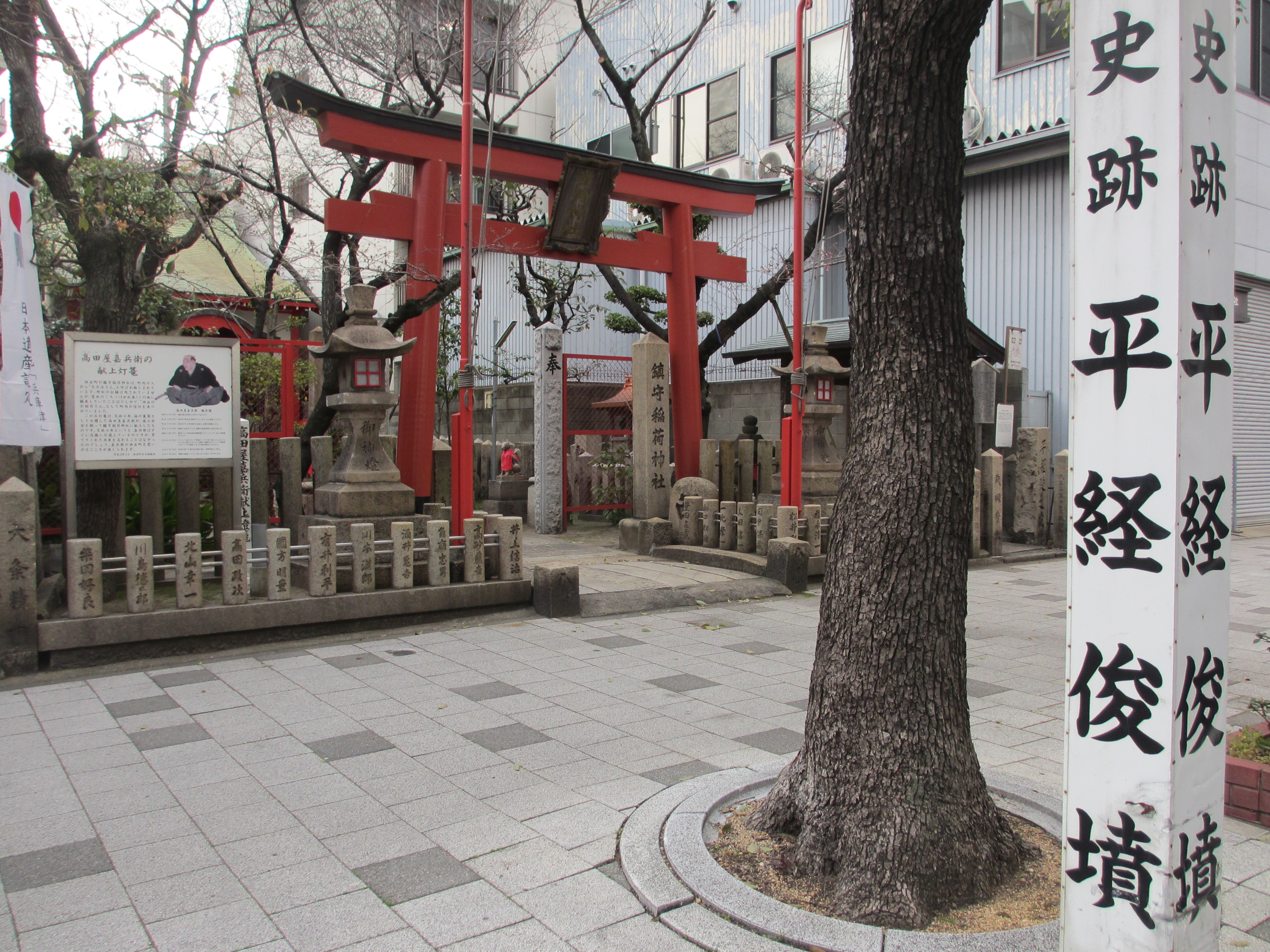
史跡平経俊墳（神戸市兵庫区西出町680鎮守稲荷神社、神戸駅傍）
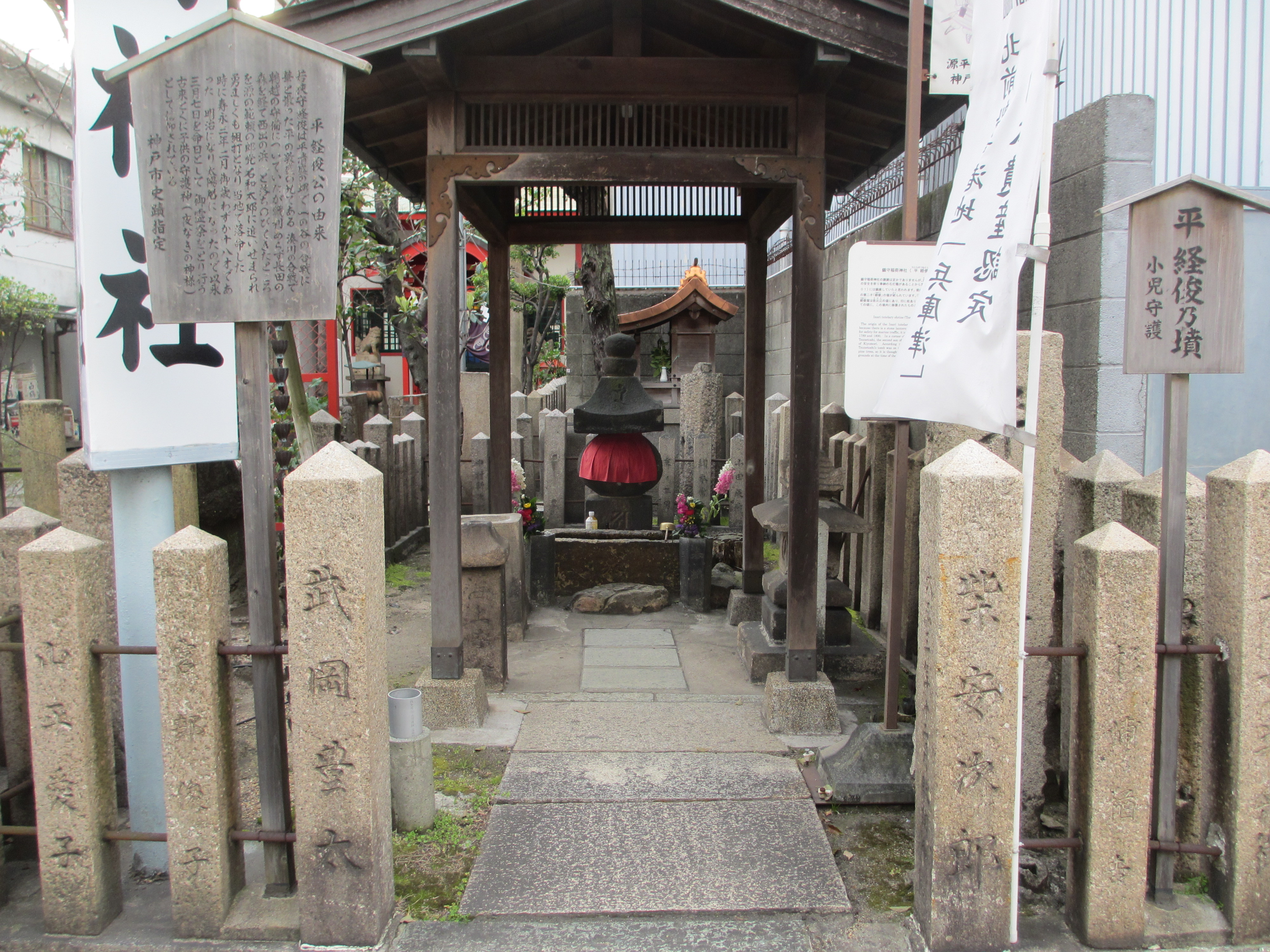
平経俊乃墳（鎮守稲荷神社右側、国道2号線沿い高速高架下）